# Basilique Saint-Achille de Lárissa
La basilique Saint-Achille (grec moderne : Βασιλική του Αγίου Αχιλλίου) est une basilique byzantine primitive située au sein de l'acropole de Lárissa, en Grèce, dédiée au saint patron de la ville, Saint Achille.
L'église est découverte et fouillée en 1978, lors de travaux sur l'emplacement du marché de plein air local. 
Les fouilles révèlent les fondations d'une église datant du milieu du VIe siècle, dédiée à Saint Achille selon les inscriptions retrouvées,. Achille vécut au début du IVe siècle et fut évêque de la ville pendant 35 ans. Le bâtiment est situé au sommet de la colline de Froúrio, l'acropole de la ville, entre le premier théâtre antique (en) et le bedesten datant de la période ottomane.
Il s'agit d'une basilique typique à trois nefs avec un narthex et un exonarthex. Initialement, elle est recouverte d'une toiture en bois. Plusieurs tombes sont découvertes à l'intérieur et autour de l'église, dont trois tombeaux voûtés, ainsi qu'un certain nombre de tombeaux en forme de boîte. Un tombeau voûté situé à l'extrémité orientale de la nef nord, décoré de croix, pourrait abriter la tombe de Saint Achille,.
En tant que cathédrale de la métropole de Lárissa, l'église est remise en état au cours de la période byzantine moyenne, date à laquelle elle devient le centre d'un grand cimetière s'étendant vers l'est. Les fouilles effectuées révèlent un certain nombre de bâtiments annexes construits à cette époque, probablement utilisés comme entrepôts, bains, institutions caritatives, etc. La présence de l'église est attestée jusqu'au milieu du XIVe siècle, et est probablement démolie au moment de la construction du bedesten par les Ottomans à la fin du XVe siècle,.